# We (don't) care
We (don't) care és el primer treball professional dels MGMT, aleshores coneguts com The Management. Aquí apareixien cançons que després van reaparèixer en següents treballs.

## Llista de cançons
1. "We care"	5:05
2. "Everything's happenin' so fast"	3:30
3. "Love always remains"	5:33
4. "Just becuz"	3:29
5. "Kids"	5:11
6. "We don't care" 4:02